# Mateus 5

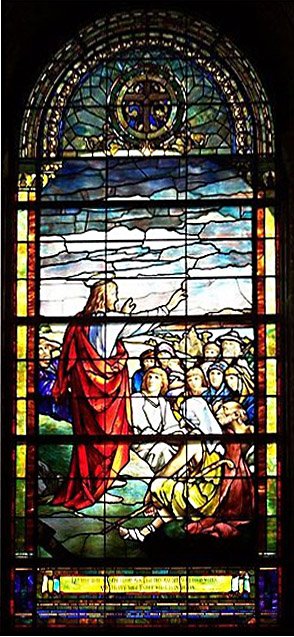
Em Mateus 5 começa a narrativa sobre o Sermão da Montanha, que continuará pelos próximos dois capítulos. Este capítulo é considerado um dos mais importantes do Novo Testamento.
Séc. XX. Vitral de Frederick S. Lamb (1863-1928) na Stanford Memorial Church, nos Estados Unidos.

Mateus 5 é o quinto capítulo do Evangelho de Mateus no Novo Testamento da Bíblia. Ele contém a primeira parte do Sermão da Montanha, que tomará também o capítulo seguinte e metade do capítulo sete. Partes do discurso são similares ao chamado Sermão da Planície em Lucas 6, mas muito só é encontrado em Mateus.
Na divisão proposta por John Wesley do Sermão, o capítulo cinco delineia os princípios éticos dos verdadeiramente religiosos e é, por isso, um dos mais discutidos e analisados capítulos do Novo Testamento. Kissinger relata que, entre os primeiros cristãos, nenhum outro capítulo era tão citado quanto este e o mesmo continua verdadeiro até hoje. Na Idade Média, uma interpretação foi proposta afirmando que este capítulo só se aplicava a um grupo seleto e não à população toda. Martinho Lutero, numa discussão sobre Mateus 5, criticou duramente a interpretação católica, afirmando que "este quinto capítulo caiu nas mãos de porcos e asnos vulgares, os juristas e sofistas, a mão direita de um burro de carga de um papa e seus mamelucos".
A fonte de Mateus 5 é incerta. É possível identificar um punhado de paralelos com o Evangelho de Marcos e um número maior em relação ao Sermão da Planície do Evangelho de Lucas. Para os que acreditam na hipótese das duas fontes, seria isto um indicativo de que a maior parte do texto teria vindo da fonte Q. Porém, McArthur lembra que os paralelos com Lucas tendem a ser muito tênues. Há ainda um número considerável de versículos que não tem paralelo em nenhum outro lugar e, por isso, MacArthur teoriza que haveria um passo a mais entre as fontes utilizadas por Mateus e Lucas do que o habitual.

## Bem-aventuranças

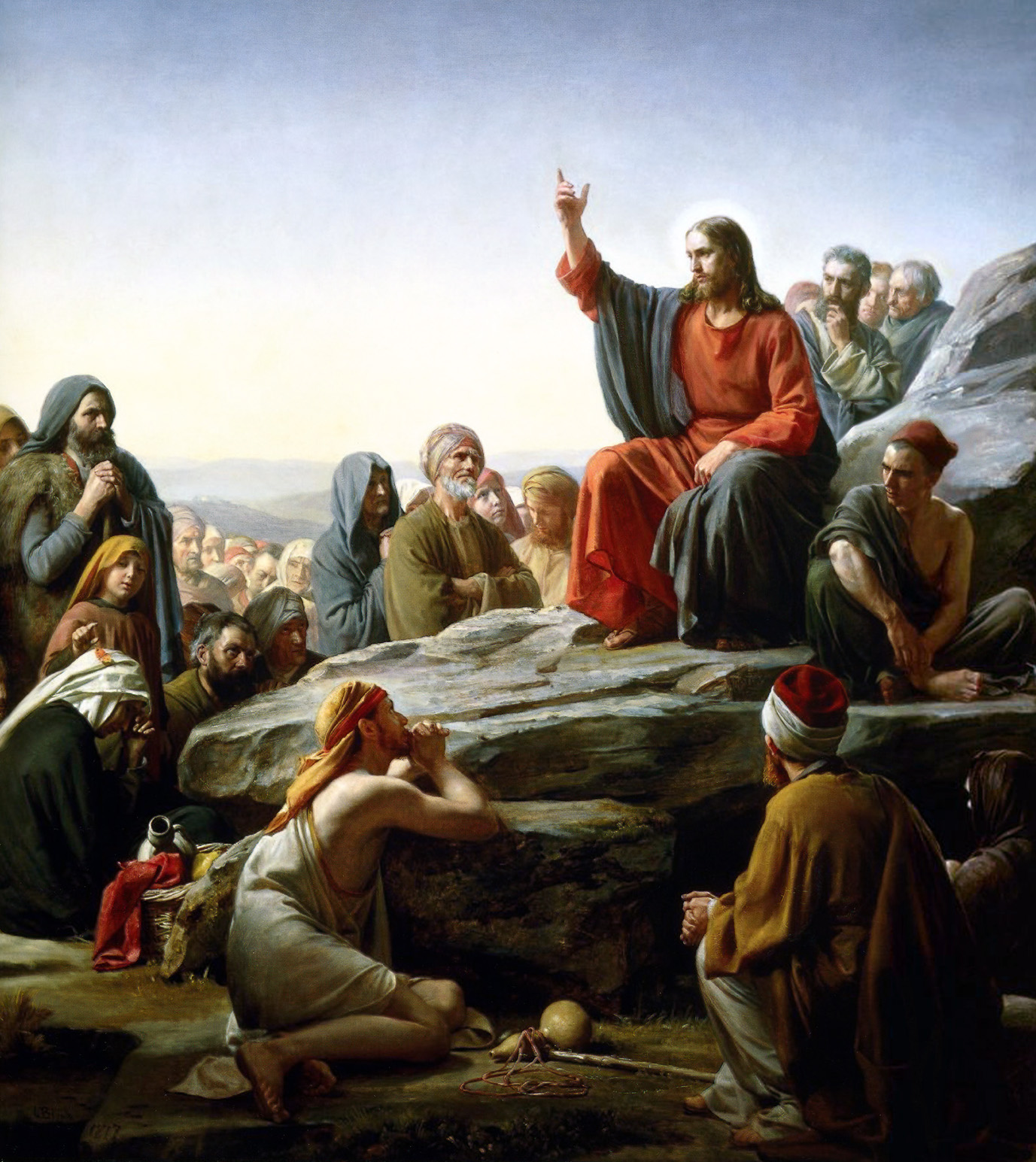
Jesus Cristo, anunciando as leis

Depois de uma breve introdução, Mateus introduz a seção conhecida como "Bem-aventuranças" (ou "Beatitudes"), que contém alguns dos ensinamentos mais famosos de Jesus (como "Ofereça a outra face"). Gundry propõe uma divisão em dois quartetos para esta seção. O primeiro delineia a perseguição aos seus discípulos e as recompensas que receberão por suportarem o tormento. O segundo lista o comportamento justo que levou à perseguição. A maior parte dos estudiosos acredita que a nona bem-aventurança, em Mateus 5:11, é distinta das primeiras oito, como se demonstra pela brusca mudança para uma narrativa em segunda pessoa. Quatro bem-aventuranças estão também em Lucas enquanto que as demais só aparecem em Mateus.
Depois das Beatitudes aparecem uma série de metáforas chamadas Sal e Luz, que são geralmente entendidas como comentários sobre elas. Entre elas estão diversas expressões famosas de Jesus, como "sal da terra", "luz do mundo" e "cidade sobre o monte" (que deu origem ao importante conceito político norte-americano da "city upon a hill").

## Antíteses
A narrativa depois passa para uma discussão fortemente estruturada ("Tendes ouvido que foi dito ... Eu, porém, vos digo") sobre a "Lei e os Profetas" ou a "Antiga Aliança". Mateus 5:17–48 é tradicionalmente chamada de "As Antíteses", embora Gundry tenha suas objeções. A NVI traduz Mateus 5:17–20 como "A Realização da Lei", a NRSV como "A Lei e os Profetas" e "O Novo Testamento Grego", das Sociedades Bíblicas Unidas, editada por Kurt Aland, Bruce Metzger e outros, como "Ensinamentos sobre a Lei". Seja como for, esta seção está no cerne da discussão sobre a relação as doutrinas atribuídas a Jesus, como o Evangelho, a graça, a Nova Aliança, o Novo Mandamento e a Lei de Cristo em relação àquelas atribuídas a Moisés ou à Lei Mosaica e, portanto, entre o Novo e o Antigo Testamento. É uma seção fundamental para compreender as visões cristãs sobre a Antiga Aliança, a relação entre a Lei e o Evangelho e é a base da ética cristã. Em Mateus 5:17, Jesus afirma que veio realizar a Lei e não destruí-la. Já em Marcião de Sinope no início do século II, a interpretação desta frase tem sido uma constante polêmica, incluindo visões extremas como a da abrogação das leis do Antigo Testamento.
Depois da introdução, os versos seguintes são comentários sobre seis tópicos específicos nos quais Jesus recita a Lei, começando com dois dos Dez Mandamentos, e depois comenta sobre eles. As seis antíteses são:
- "Não matarás" em Mateus 5:21-30
- "Não cometerás adultério" em Mateus 5:32
- Divórcio em Mateus 5:31
- Juramentos em Mateus 5:32-37
- "Olho por olho" em Mateus 5:38-42
- "Ame o próximo como a ti mesmo" em Mateus 5:43-48

## Manuscritos
- Codex Argenteus - versículos 5:15-48
- Papiro 86 - versículos 5:13-16, 22-25